# デルフィンアリーナ国際通り
デルフィンアリーナ国際通り（デルフィンアリーナこくさいどおり）は、かつて日本にあったプロレスの試合会場。

## 歴史
2007年5月、沖縄プロレスがエスプリコートビルの5階に常設会場「デルフィンアリーナ国際通り」を開設。かつてディスコ会場だった場所を改装したが柱の都合でコーナーポストが無く、やや小さめのリングになっている。
2012年8月25日、デルフィンアリーナ国際通りが閉鎖された。